# AMD K6-2
El K6-2 era un microprocesador x86 manufacturado por AMD, disponible en velocidades desde los 233 a los 570 MHz. Tenía un caché de nivel 1 de 64 KiB (32 KiB de instrucciones y 32 KiB de datos), y utilizaba placas base socket 7 o Super Socket 7, compatibles con procesadores Pentium de Intel.

## La historia del K6-2

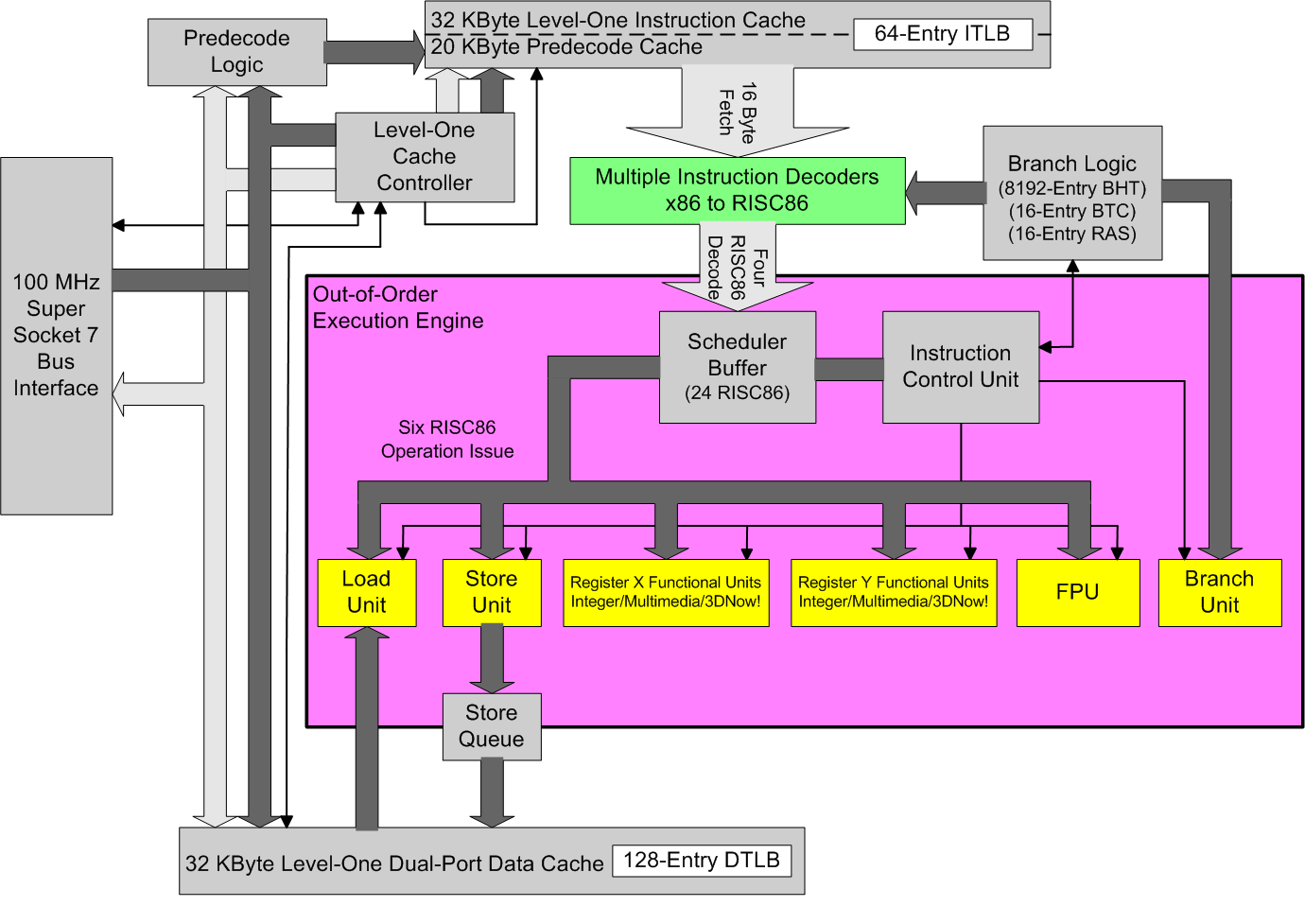
La arquitectura AMD K6-2.

El K6 original fue diseñado como un competidor para el levemente más viejo y significativamente más costoso Intel Pentium II. El funcionamiento de los dos procesadores era muy similar, aunque con matices: el K6 tenía un rendimiento similar para usos generales, pero el producto de Intel era claramente superior en las tareas de coma flotante.
El K6-2 fue el primer procesador de AMD en introducir un conjunto de instrucciones de coma flotante SIMD (llamado 3DNow! por AMD), que podía mejorar sustancialmente el rendimiento de las aplicaciones 3D y podía poner al K6-2 a la par, e incluso por encima del rendimiento del Pentium II en aquellas aplicaciones que las aprovecharan. 3DNow! llegó al mercado con anterioridad al conjunto de instrucciones SSE de Intel.
Casi todos los K6-2 fueron diseñados para utilizar placas madre de 100 MHz con socket Super 7, esto proporcionó un alza importante en el rendimiento del sistema. Rápidamente en la carrera del K6-2, el modelo K6-2 300 MHz fue el mejor en ventas. Se estableció una excelente reputación en el mercado y compitió con el Intel Celeron 300A en el ámbito doméstico. Estos Celeron, los primeros en el mercado, ofrecían una caché más pequeña e incluso inexistente, manteniendo la potente unidad de coma flotante de su hermano mayor, el Pentium II; el K6-2, por su parte, ofrecía un acceso a la RAM más rápido (gracias a la placa madre Super 7) y las extensiones gráficas 3DNow!.
AMD lanzó con posterioridad una serie de K6-2 más rápidos, los más vendidos fueron los de 350, 400, 450 y 500 MHz. En el momento en que los 450 y 500 eran los más rápidos y nuevos, tomaron el mercado de alto rendimiento y todavía competían con los Celeron, pero en la categoría de procesadores de bajo presupuesto. Las placas madre de 100 MHz del K6-2 permitían que soportara los multiplicadores cada vez mayores de la CPU y seguían siendo los más competitivos del mercado, superando en relación precio/calidad a los Celeron y -con mayor diferencia- a los Pentium II. El K6-2 fue un procesador muy exitoso y proveyó a AMD con la base del marketing y la estabilidad financiera necesaria para introducir al mercado el AMD Athlon.

## K6-2+
El poco conocido K6-2+ fue una versión mejorada del K6-2, que incluía 128 KiB de caché nivel 2 y estaba construido sobre un proceso de 0,18 micrómetros. Fue específicamente diseñado como una versión de bajo consumo para computadores portátiles y lanzado en tiempos de transición al Athlon. Se fabricaron pocas unidades y AMD no intentó darle mucha publicidad en su momento, principalmente debido a ser destinado al mercado de portátiles. Sin embargo, también fue vendido como un CPU para computadores de escritorio. El modelo de escritorio fue en parte ocultado en el mercado por el Athlon, el AMD K6-III (ambos procesadores tenían modelos más rápidos que el K6-2+) y hasta por el mismo K6-2 que era en su momento más fácil de conseguir y compatible con una amplia gama de modelos de placas madre. El K6-2+ llegó hasta los 570 MHz.

## Modelos

### K6-2 (Chomper, 250 nm)

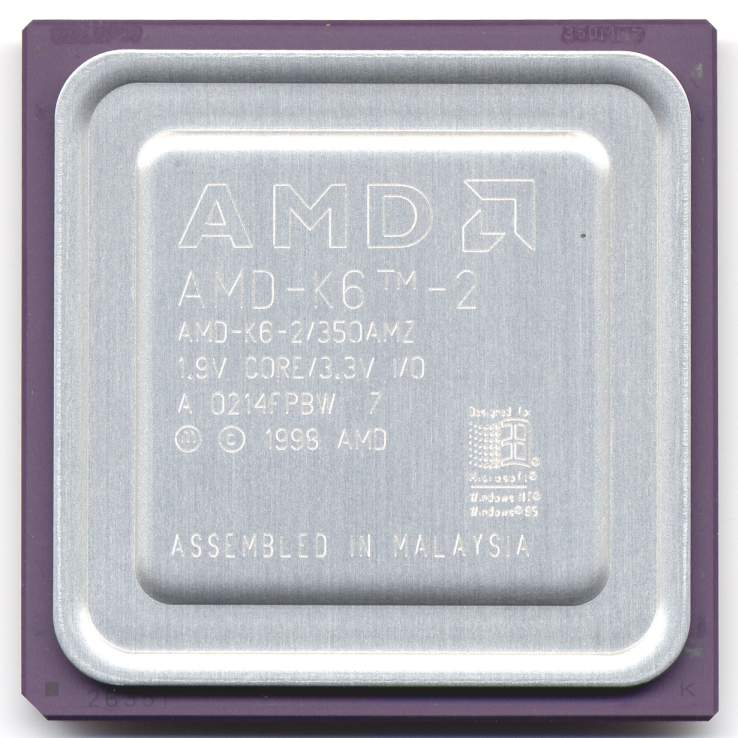
CPU AMD K6-2.

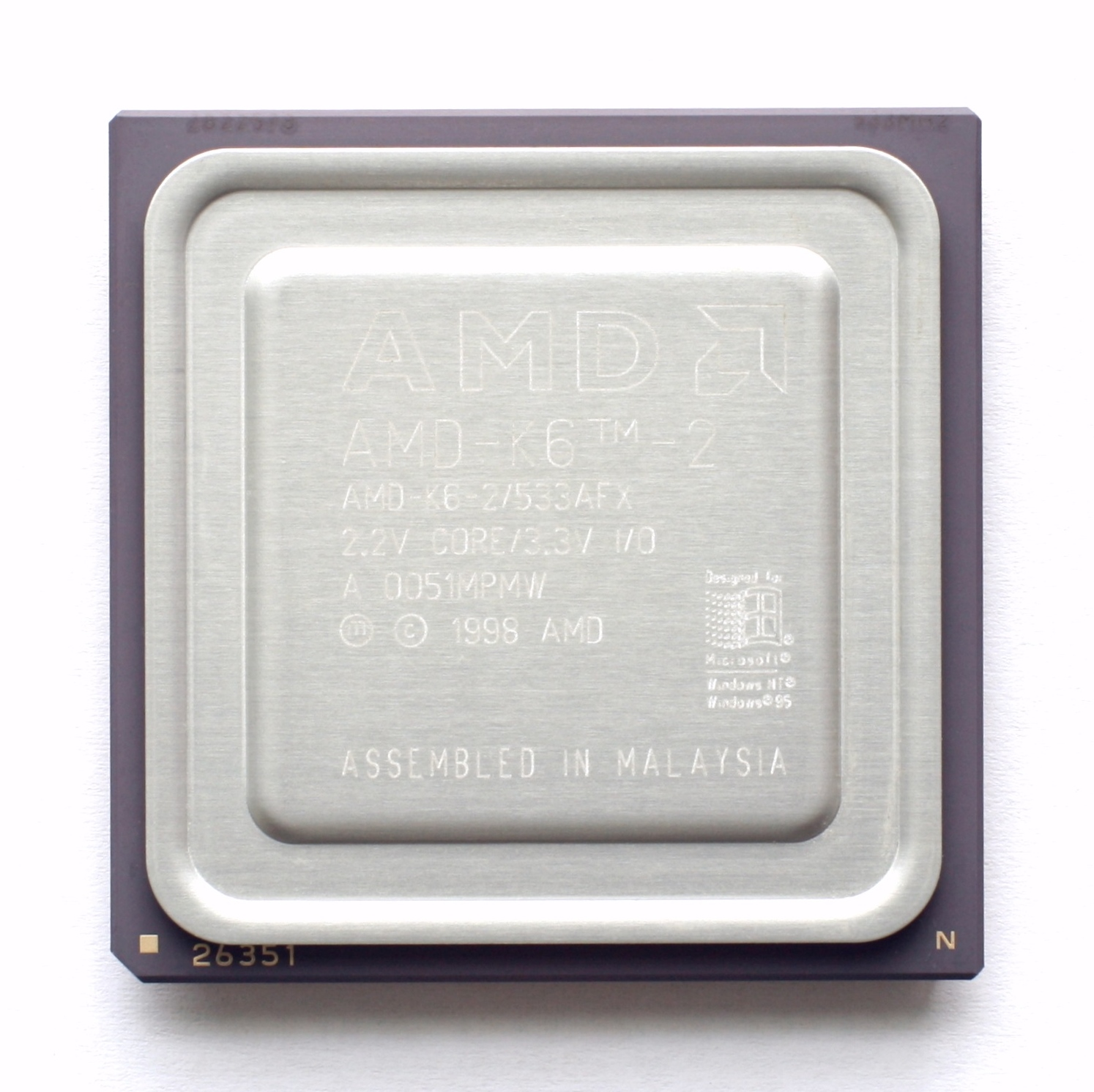
AMD K6-2, Chomper-XT.

- CPUID: Family 5, Model 8, Stepping 0
- L1-Caché: 32 + 32 KiB (Data + Instructions)
- MMX, 3DNow!
- Super Socket 7
- Front Side Bus: 66, 100 MHz
- VCore: 2,2V
- Lanzamiento: 28 de mayo de 1998
- Frecuencia de reloj: 233, 266, 300, 333 & 350 MHz

### K6-2 (Chomper Extended (CXT), 250 nm)
- CPUID: Family 5, Model 8, Stepping 12
- L1-Caché: 32 + 32 KiB (Data + Instructions)
- MMX, 3DNow!
- Super Socket 7
- Front Side Bus: 66, 95, 97, 100 MHz
- VCore: 2,0 (mobile)/2,2/2,3/2,4V
- Lanzamiento: 16 de noviembre de 1998
- Frecuencia de reloj: 266 - 550 MHz

### K6-2+ (180 nm)
- L1-Caché: 32 + 32 KiB (Data + Instructions)
- L2-Caché: 128 KiB, fullspeed
- MMX, Extended 3DNow!, PowerNow!
- Super Socket 7
- Front Side Bus: 100 MHz
- VCore: 2,0 V
- Lanzamiento: 18 de abril de 2000
- Frecuencia de reloj: 450, 475, 500, 533, 550 & 570 MHz